# Sport Clube Lusitânia
Le Sport Clube Lusitânia est un club de football portugais qui évolue en II division B. Le club est basé à Angra do Heroísmo.

## Anciens joueurs
- Paulo Figueiredo